# Клеттштедт
Клеттштедт (нім. Klettstedt) — громада в Німеччині, розташована в землі Тюрингія. Входить до складу району Унструт-Гайніх. Складова частина об'єднання громад Бад-Теннштедт.
Площа — 5,69 км2. Населення становить Невірний параметр metadata 16 064 036 ос. (станом на 31 грудня 2021).

## Галерея

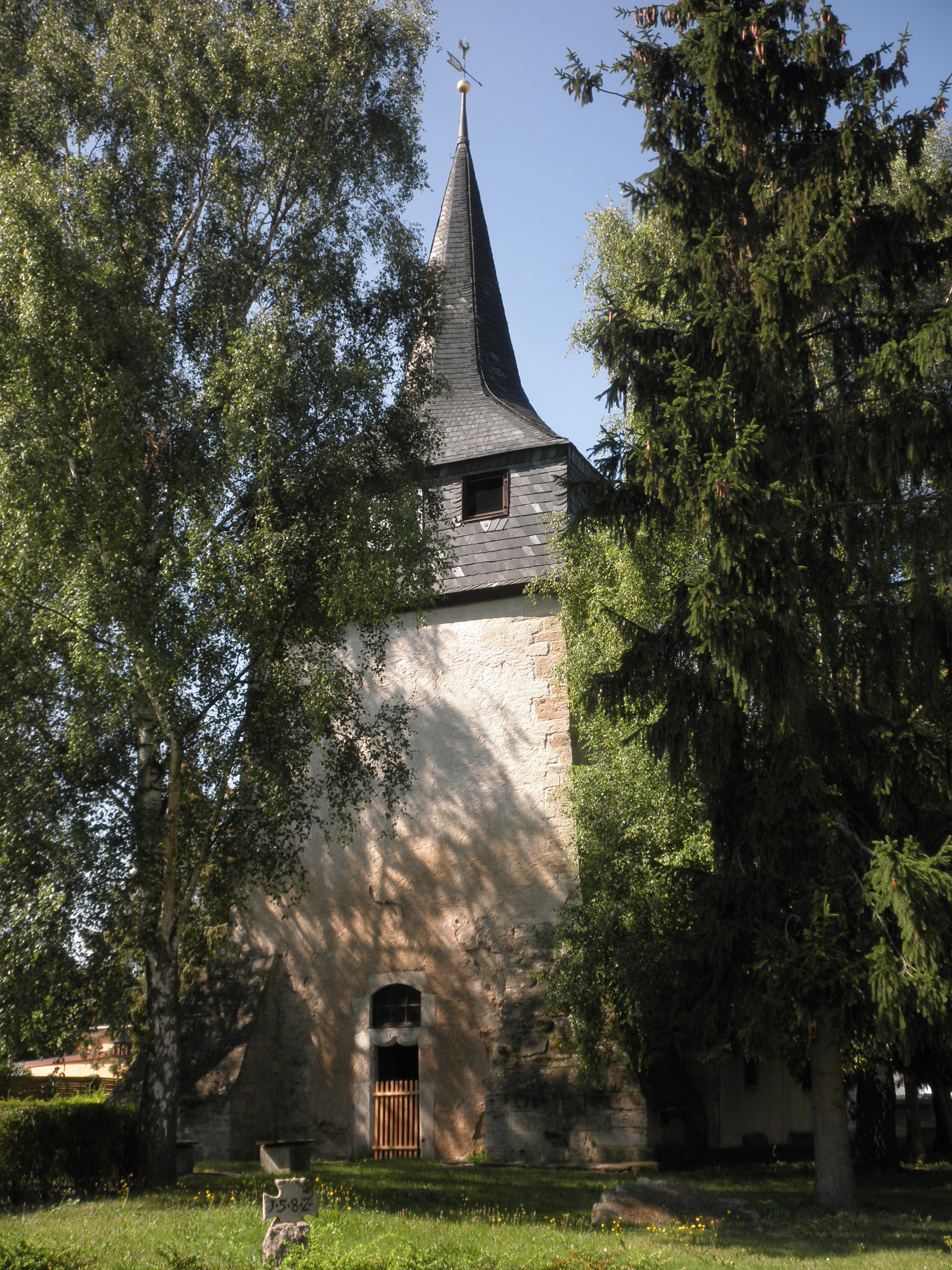
links
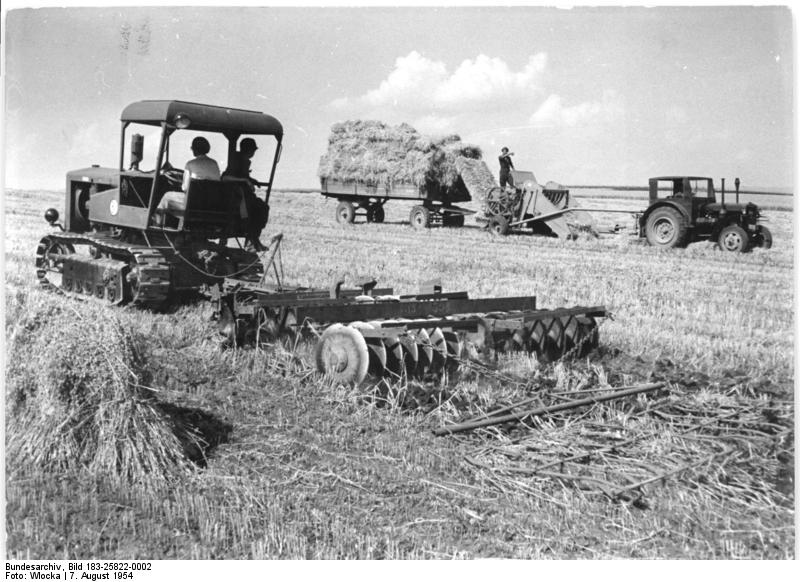